# Švédská ornitologická společnost
BirdLife Sverige, oficiálně Sveriges Ornitologiska Förening – Birdlife Sverige (Švédská ornitologická společnost – Birdlife Švédsko, před rokem 2014 Sveriges Ornitologiska Förening, SOF), je švédská národní ornitologická společnost pro zájemce o ptáky a partner mezinárodní ornitologické společnosti BirdLife International. Organizace byla založena v roce 1945 jako ornitologická sekce Společnosti pro ochranu přírody (Naturskyddsföreningen). V roce 2020 měla BirdLife Sverige přibližně 16 500 členů, 25 regionálních poboček, přibližně 100 dalších místních organizací a 24 zaměstnanců.
Hlavními cíli BirdLife Sverige jsou ochrana ptáků a jejich životního prostředí, podpora výzkumu ptáků a podpora zájmu o ptáky a jejich pozorování. Mnoho projektů, které organizace realizuje, je založeno na podpoře jejích členů.
Sídlo organizace se nachází ve městě Stenåsa na jihovýchodě ostrova Öland, kde je prodejna Naturbokhandeln s literaturou a dalekohledy. BirdLife Sverige vlastní a provozuje ornitologickou stanici Ottenby, kde se od roku 1946 provádí kroužkování a výzkum ptáků.
BirdLife Sverige společně s ArtDatabanken a Švédskou zemědělskou univerzitou (SLU, Sveriges lantbruksuniversitet) vyvinula internetový záznamový systém Svalan, který byl později sloučen s dalšími záznamovými systémy a vytvořil národní faunistický portál.
BirdLife Sverige, Společnost pro ochranu přírody a Agentura pro ochranu životního prostředí (Naturvårdsverket) spravují Nadaci Gustafa Adolfa a Anny Marie Alvinových na podporu ochrany švédské přírody, což je fond na podporu ochrany švédské přírody, především ptáků.
Sdružení vydává časopis Vår Fågelvärld (Náš ptačí svět), který je určen pro pozorovatele ptáků, a vědecký časopis Ornis Svecica. Dříve vycházel také časopis Fågelvännen, který byl zaměřen spíše na lidi s obecným zájmem o ptáky.